# Diabolin-Polka
Diabolin-Polka, op. 244, är en polka av Johann Strauss den yngre. Den framfördes första gången sommaren 1860 i Pavlovsk i Ryssland.

## Historia
Premiärdatumet för Diabolin-Polka är osäkert. Det man vet är att polkan komponerades sommaren 1860 av Johann Strauss under sin årliga konsertturné till Ryssland. Den publicerades först under namnet Nouvelle Satanella-Polka och var tillägnad dansösen Marie Taglioni (1833-91). Till hennes ära hade han redan komponerat verken Satanella-Polka (op. 124), Satanella-Quadrille (op. 123) och Marie Taglioni-Polka (op. 173). Taglioni var även en sensation i Sankt Petersburg och var välkänd för den ryska publiken. Under tiden hade entusiasmen för henne dock minskat avsevärt i Wien. Därför ändrades titeln till Diabolin-Polka när polkan framfördes i Wien den 12 november 1860 i Dianabad-Saal under ledning av Josef Strauss, och den 25 november i Volksgarten under ledning av kompositören själv.

## Om polkan
Speltiden är ca 3 minuter och 50 sekunder plus minus några sekunder beroende på dirigentens musikaliska tolkning.